# Haus Landfort

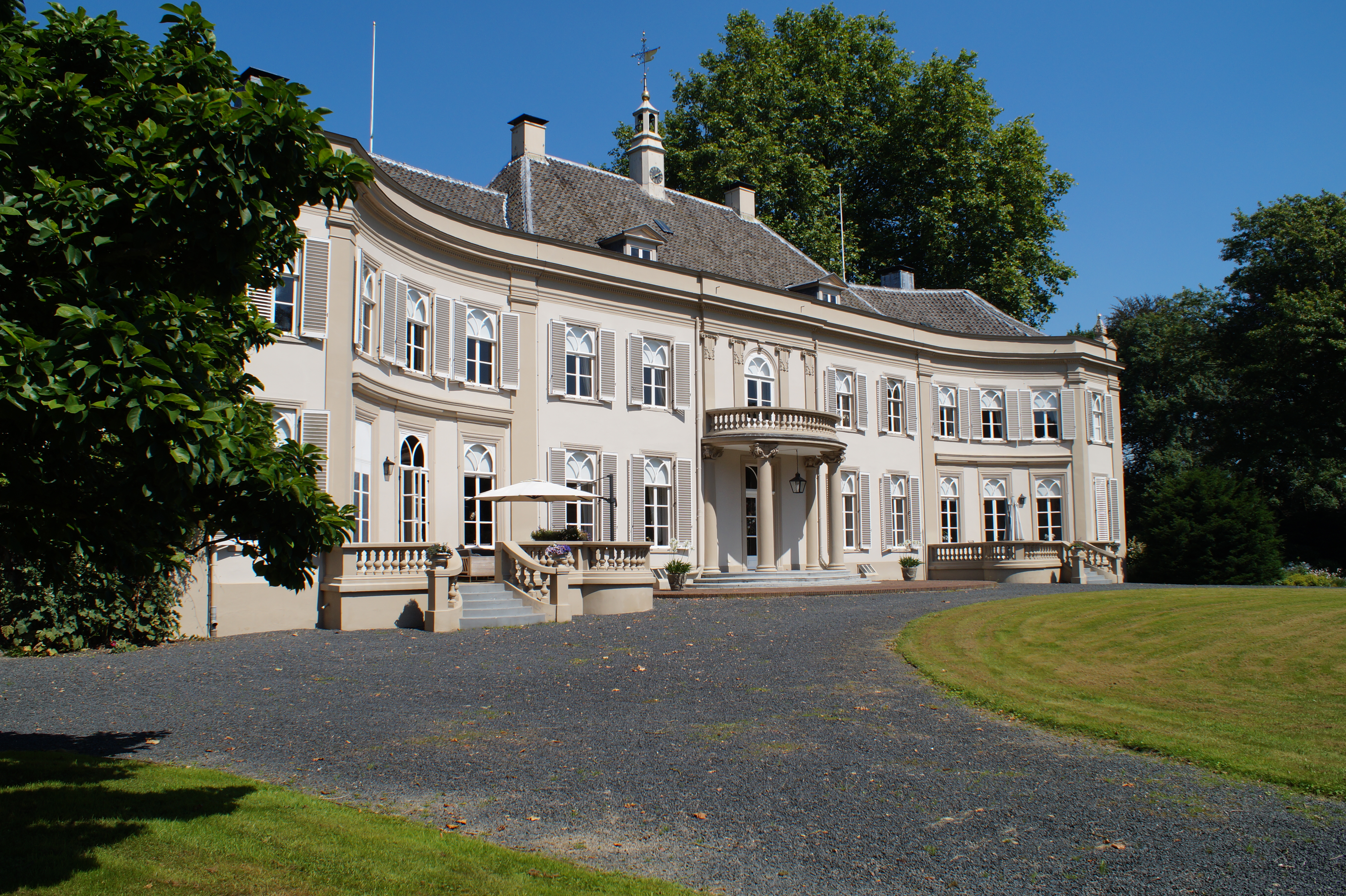
Haus Landfort

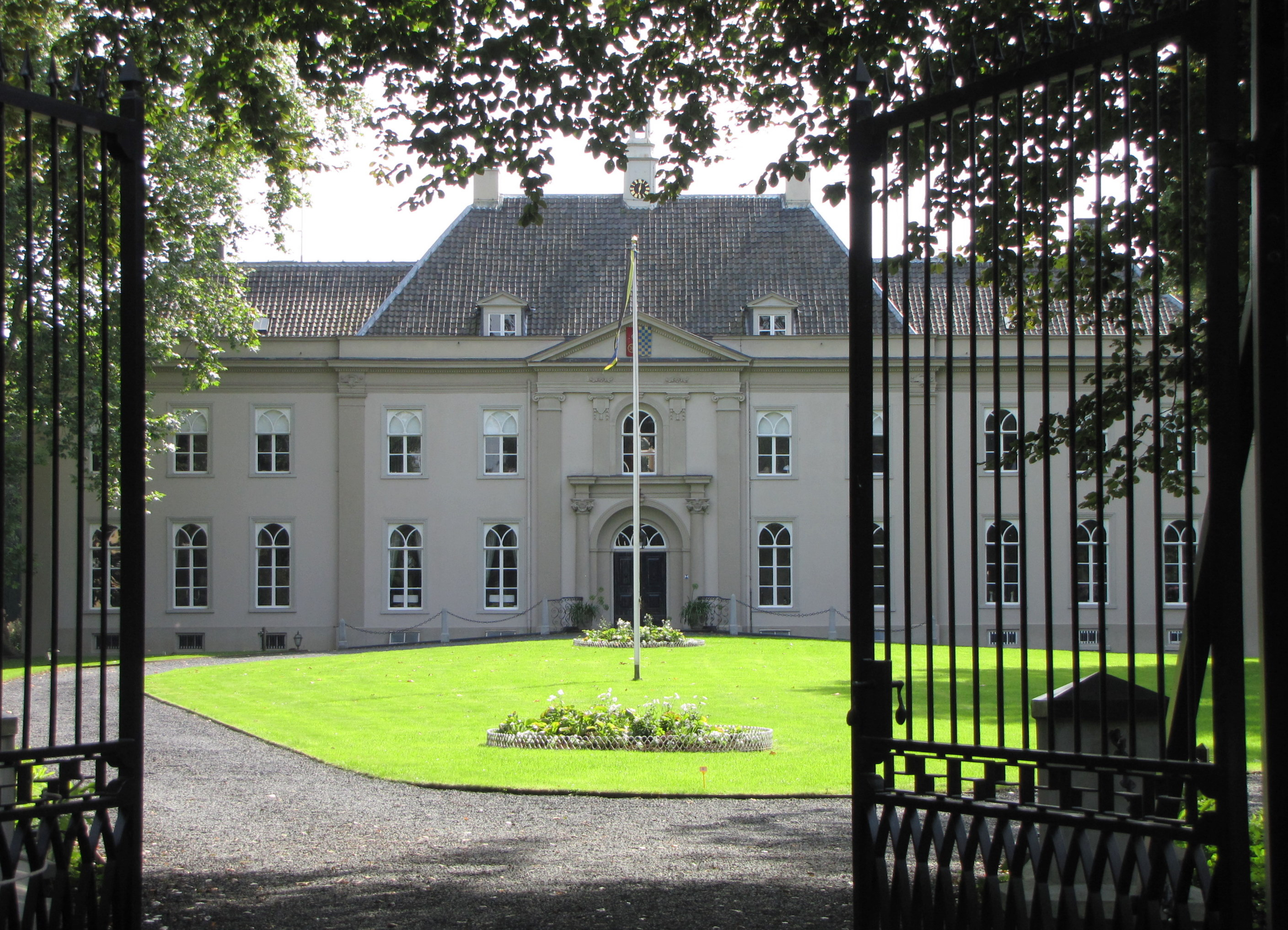
Hofansicht

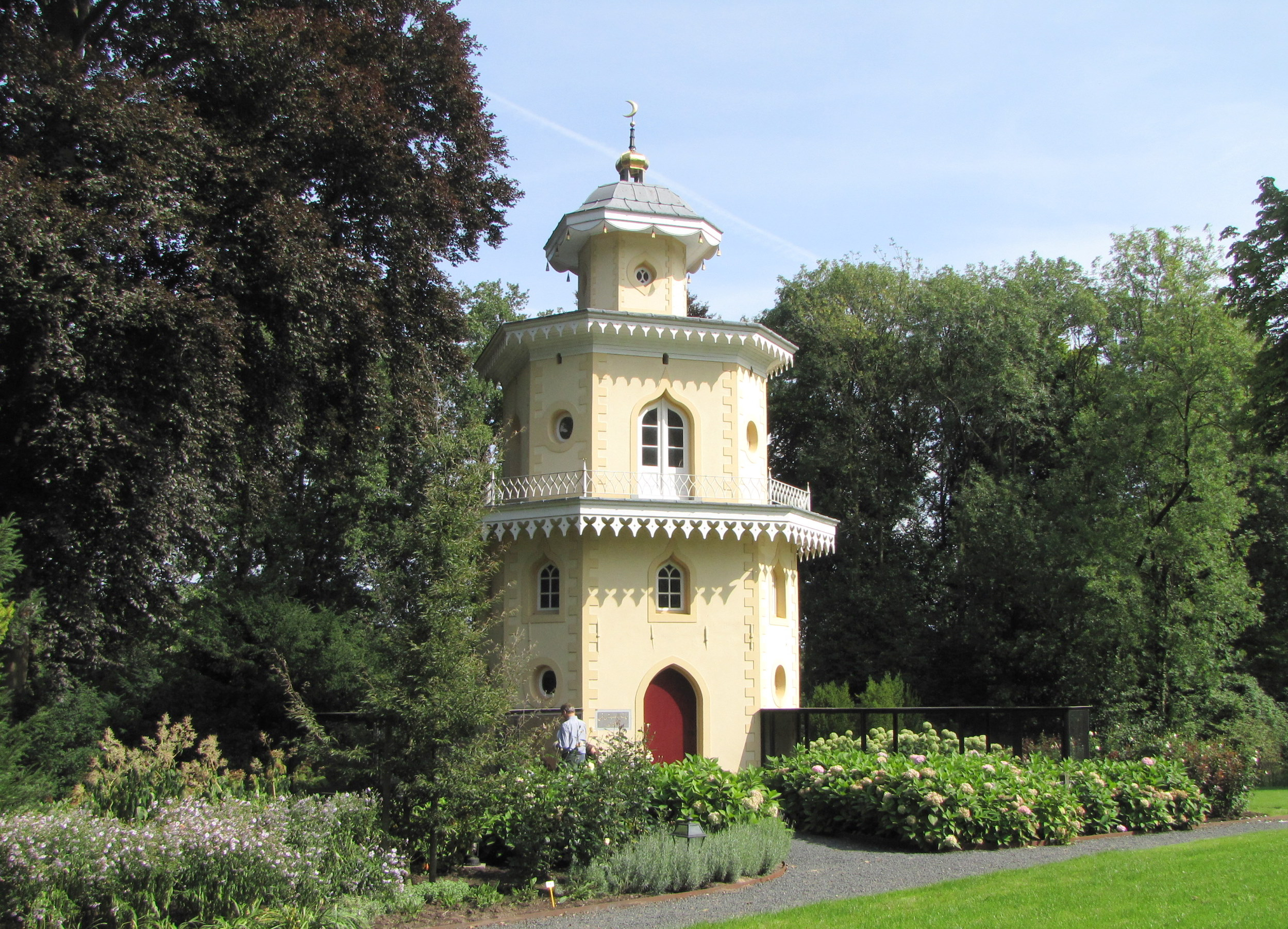
Chinoiserie im Park

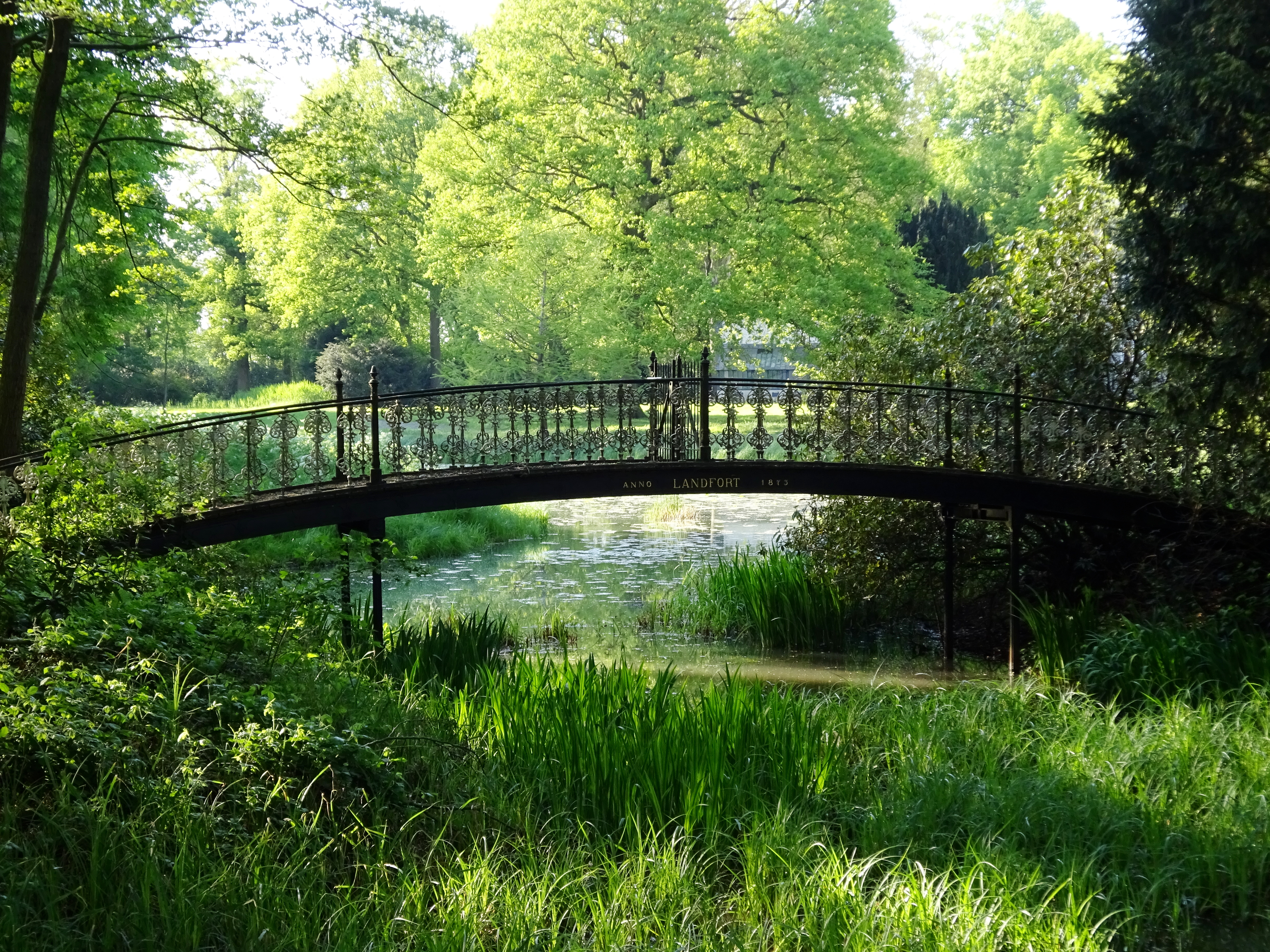
Brücke im Park

Haus Landfort (niederländisch Huis Landfort) ist ein Landgut und ehemaliger Herrensitz in Megchelen (Gemeinde Oude IJsselstreek), in der niederländischen Provinz Gelderland. Der Landsitz liegt nahe der deutschen Grenze und hat eine Geschichte, die bis ins fünfzehnte Jahrhundert zurückreicht.
Der heutige Landsitz (Haus und Park) wurde zu Beginn des 19. Jahrhunderts angelegt. Landfort ist ein sogenannter komplexer historischer Landsitz, bei dem ein monumentales Haus mit Nebengebäuden eine Einheit mit einem umgebenden Park, Garten oder Wald bildet. Der Landsitz ging 2017 in den Besitz der Stiftung Landfort Heritage Foundation (sEL) über.

## Geschichte
Die älteste Erwähnung von Landfort stammt aus dem Jahr 1434, als das Haus an Derick Van Bronckhorst en Batenburg verkauft wurde. Damals hieß es Lanck Voort, was auf eine Furt in der Oude IJssel hinweist. Das Haus wurde von Adligen, Angehörigen des wohlhabenden (niederländischen und deutschen) Bürgertums und Kaufleuten bewohnt. In der Mitte des 18. Jahrhunderts war es ein Jagdschloss der Herren von Anholt. Landfort hat viele Besitzerwechsel erlebt, meist weil sie kein Geld hatten, um die Hypotheken und Kredite zu bezahlen.
Landfort wurde auch als Herrenhaus bezeichnet, da es ursprünglich ein adeliger Besitz war. Ein Herrenhaus hatte immer einen Wassergraben mit Zugbrücke und ein Jagdrevier. Es ist bekannt, dass Landfort bewaldete Ufer, Obstgärten, Fischteiche und Rinderställe hatte. Es hatte ein quadratisches Haupthaus mit einem Turm an jeder Ecke mit einem behelmten Dach. Am Ende des 18. Jahrhunderts wurden die Ecktürme abgerissen. Das Holzdach aus dem 16. Jahrhundert ist im heutigen Haus noch erhalten.
Zwischen 1823 und 1827 wurde das Haus umgebaut und erhielt seine heutige Form. Das ursprüngliche Haus wurde als Corps de logis in ein breites Haus mit ausladenden Flügeln eingebaut. Die Fassaden wurden in klassizistischem Stil verputzt, und das Dach war mit einem Türmchen gekrönt.

### Johann Albert Luyken
Das heutige Aussehen von Landfort ist das Ergebnis eines Umbaus aus den Jahren 1823–1827. Der deutschstämmige Amsterdamer Arzt und Botaniker Johann Albert Luyken (1785–1867) ersteigerte das alte Landhaus für 20.798,05 Gulden, eine hohe Summe, die ihm seine 21 Jahre ältere Schwester Stiencke Christina Woltmann-Luyken geschenkt hatte. Sie war eine wohlhabende (kinderlose) Witwe, die auf einem Landgut namens De Stolpe an der Vecht lebte.
Für die Renovierung des Landforts wurde der deutsche Architekt und Baumeister Johann Theodor Übbing (1786–1864) aus der Nachbarstadt Anholt engagiert. Er arbeitete für die fürstliche Familie zu Salm-Salm, die in der Wasserburg Anholt residierte. Möglicherweise wurde Übbing an die Luykens ausgeliehen. Johann Albert Luyken soll sich intensiv in die Renovierung von Landfort eingemischt haben. In die Erweiterung des Hauses wurden einige Räume für seine botanischen Interessen einbezogen, wie eine medizinische und botanische Bibliothek und eine überdachte Orangerie. Außerdem wurde ein Raum als Saatgut- und Anbauraum eingerichtet. Die Orangerie wurde mit einer für die damalige Zeit sehr fortschrittlichen Warmluftheizung beheizt.

### Jan David Zocher jr.
Obwohl Johann Theodor Übbing auch einen Gartenentwurf lieferte, wurde schließlich ein Landschaftspark von Jan David Zocher jr. (1791–1870) angelegt. Zocher war zu seiner Zeit ein erfolgreicher Landschafts- und Gartenarchitekt, der im Stil des Neoklassizismus, der Neogotik und des späteren englischen Landschaftsstils arbeitete. Neben Jan David Zocher jr. war auch sein jüngerer Bruder Karel George Zocher in Landfort tätig, aber es ist unklar, was er dort tat. Der Garten wurde um 1825 in einen Landschaftspark mit verschlungenen Wegen, Kanälen, Ausblicken, einer Grabinsel und einem sich schlängelnden Bach verwandelt. Der Fischteich aus dem 18. Jahrhundert wurde in den Gemüsegarten mit Obstmauern integriert, in dem sich auch das Kutschenhaus des Anwesens befand. Zocher jr. entwarf auch das verschwundene Bootshaus. Alles in allem entstand ein Park, der in seiner Gesamtheit erhalten geblieben ist.
Wie in vielen Landschaftsparks finden sich auch im Park von Landfort einige Gartenarchitekturen. Der „osmanische“ oder „orientalische“ Taubenschlag vor dem Haus wurde von Johann Theodor Übbing entworfen. Dies ist ein deutlicher deutscher Einfluss auf Landfort, denn in Deutschland baute man zu dieser Zeit eher im orientalischen Stil, ebenso wie die Grabinsel im Park. Auch sie war in Deutschland häufiger anzutreffen als in den Niederlanden. Außerdem gibt es in Landfort zwei denkmalgeschützte Brücken; ein Pavillon wurde mittlerweile entfernt.

### Während des Zweiten Weltkriegs und danach
Das Anwesen wurde bei den Kämpfen zwischen deutschen und alliierten Truppen schwer beschädigt. Das Kutschenhaus in Landfort war so stark beschädigt, dass es nach dem Krieg abgerissen wurde. Auch das Haus Landfort wurde durch Artilleriebeschuss schwer beschädigt. Die Familie Luyken wohnte weiterhin in einem mehr oder weniger bewohnbaren Teil.
Aus verschiedenen Gründen sah sich die Familie 1970 gezwungen, das Landhaus an die Stiftung Geldersch Landschap & Kasteelen zu verkaufen, die unter anderem bauliche Maßnahmen am Landhaus vornahm und den Graben ausbaggerte. Im Jahr 1999 übernahm die Stiftung Leiden Rhijngeest für einen Gulden die Restaurierungsarbeiten und restaurierte das Landhaus. Auch der zerschossene Taubenschlag wurde nach einem Entwurf von Übbing restauriert. Im Jahr 2006 wurde das Landgut für private Wohnzwecke verkauft. Het Geldersch Landschap hat einen kleinen Teil des Anwesens langfristig verpachtet.

### Nach 2017

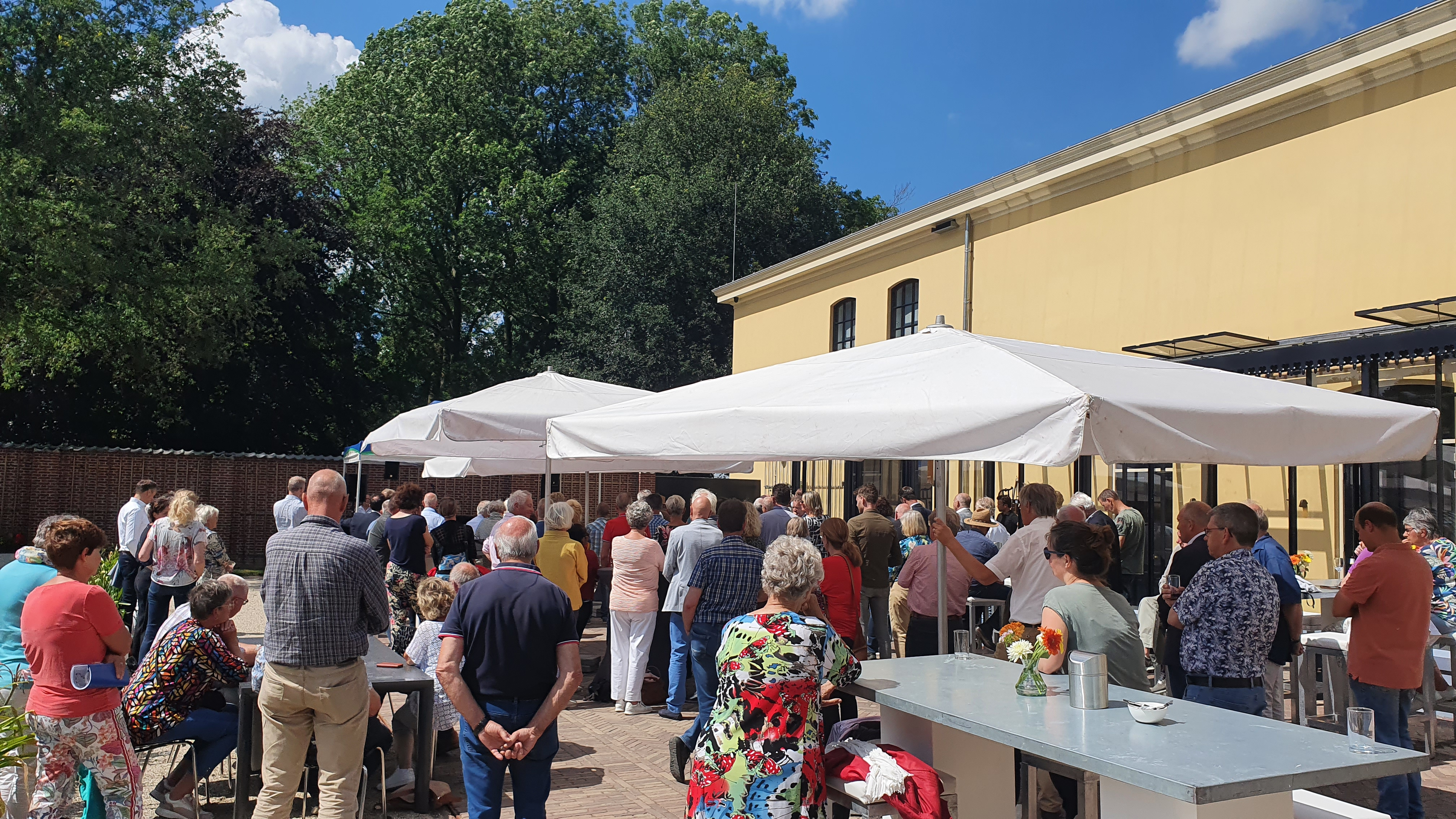
Sommerempfang der Gemeinde, 1. Juli 2022

Im Jahr 2017 ging das Landgut in den Besitz der Landfort Heritage Foundation (sEL) über. Diese private Stiftung hat es sich zur Aufgabe gemacht, Landfort so wiederherzustellen, wie es zu Beginn des neunzehnten Jahrhunderts von Johann Albert Luyken angelegt wurde. Ab dem Sommer 2019 wurde das Kutschenhaus wieder aufgebaut und der angrenzende Gemüsegarten mit Fischteich restauriert. Das Haus wird restauriert und im umliegenden Park wird die Böschung repariert und die ursprüngliche Vielfalt an Bäumen und Pflanzen wiederhergestellt. Auf diese Weise soll der Park wieder den Charakter eines Landschaftsgartens aus dem neunzehnten Jahrhundert erhalten.

## Sonstiges
In Spijkenisse gibt es eine Landfortlaan, in einem Viertel, in dem die Straßen nach Landgütern/Häusern benannt sind. In der Nähe von Landfort selbst ist der Landfortseweg danach benannt.